# Alberto Vaquina
Alberto Clementino António Vaquina (ur. w 1961 w Nampuli) – mozambicki lekarz i polityk, premier Mozambiku od 8 października 2012 do 17 stycznia 2015.

## Życiorys
Alberto Vaquina w latach 1986–1992 studiował medycynę w Instytucie Nauk Biomedycznych na Uniwersytecie w Porto w Portugalii. Po studiach pracował jako stażysta, a następnie lekarz internista w szpitalu Hospital Geral de Santo António w Porto. W kolejnych latach był zatrudniony w szpitalu Hospital de S. José w Lizbonie oraz klinice Clínica de Socorros Médicos “O Vigilante” w Amadorze. W latach 1994–1995 kształcił się w dziedzinie chorób tropikalnych w Instytucie Higieny i Medycyny Tropikalnej na Universidade Nova de Lisboa.
W 1996 powrócił do Mozambiku, podejmując się praktyki lekarskiej w dystrykcie Monapo w prowincji Nampula. Zajmował tam kolejno stanowisko dyrektora szpitala, a następnie rejonowego dyrektora ds. zdrowia. Od 1998 do 2000 pełnił funkcję dyrektora ds.zdrowia w prowincji Cabo Delgado. W 2011 uzyskał dyplom DESS (Diplôme d’études superieures spécialisées) na Université Bordeaux II za pracę na temat projektów zdrowotnych w krajach rozwijających się.
Od 2001 do 2005 zajmował stanowisko dyrektora ds. zdrowia w prowincji Nampula. W latach 2005–2010 pełnił funkcję gubernatora prowincji Sofala, a w latach 2010–2012 gubernatora prowincji Tete. Jako gubernator Tete nadzorował inwestycje w sektorze górniczym w tej zasobnej w węgiel i gaz ziemny prowincji.
8 października 2012 został mianowany przez prezydenta Armando Guebuzę na urząd szefa rządu. Jego nominacja była częścią dokonanej przez prezydenta szerszej rekonstrukcji gabinetu, w wyniku której stanowiska utraciło kilku ministrów oraz premier Aires Ali.
17 stycznia 2015 prezydent Filipe Nyusi powołał nowy rząd, na którego czele stanął Carlos Agostinho do Rosário.